# ACF Fiorentina 2020-2021 (femminile)
Questa voce raccoglie le informazioni riguardanti la squadra femminile dell'ACF Fiorentina nelle competizioni ufficiali della stagione 2020-2021.

## Stagione
Dopo la fine della scorsa stagione, caratterizzata dalla sospensione dei vari tornei nazionali causa la pandemia di COVID-19, con il campionato che, dopo che la classifica finale venne redatta usando il coefficiente correttivo, vede la Fiorentina chiudere al secondo posto, dietro alle campionesse della Juventus che era in testa alla classifica al momento dell'interruzione del torneo, la società, anche in funzione della partecipazione alla Women's Champions League, decide di muoversi sul mercato acquisendo giocatrici di spessore internazionale, anche per sostituire importanti pedine in tutti i reparti che hanno deciso di lasciare la società, tra cui la bandiera della squadra viola e difensore della nazionale italiana Alia Guagni, scelta che ha suscitato malumori tra la tifoseria ma motivata dalla calciatrice come una personale esigenza di crescita in un campionato estero. Assieme a lei lasciano altre due protagoniste della stagione del double Scudetto-Coppa Italia, la centrocampista Alice Parisi e l'attaccante Ilaria Mauro, oltre ad altre atlete straniere tra cui l'australiana Lisa De Vanna giunta in Italia dopo aver partecipato al Mondiale di Francia 2019.
A livello societario la novità più importante è la decisione di incorporare in Fiorentina SpA la Fiorentina Women's Football Club SSD A RL, mutando la denominazione della squadra in ACF Fiorentina Femminile.
Tra le maggiori curiosità del nuovo organico, sempre affidato al tecnico Antonio Cincotta, è l'arrivo della portoghese Cláudia Neto dal Wolfsburg che, pur non avendo ancora l'ufficialità, già si unisce alle compagne di squadra negli allenamenti del ritiro a Montecatini Terme. I nuovi volti della Fiorentina vedono anche spiccare, tra le altre, le nazionali Katja Schroffenegger e Daniela Sabatino, l'irlandese Louise Quinn e l'olandese Tessel Middag, che la precedente stagione hanno disputato la FA Women's Super League, e il ritorno in Italia di Martina Piemonte reduce dall'esperienza in Primera División Femenina de España con il Betis.

## Divise e sponsor
Le tenute di gioco sono le stesse della Fiorentina maschile.
| Casa | Trasferta | Terza divisa |

## Organigramma societario
Area tecnica
- Allenatore: Antonio Cincotta
- Preparatore dei portieri: Nicola Melani
- Preparatore atletico: Fabio Barducci
- Preparatore atletico: Giacomo Palchetti
- Collaboratore tecnico: Marco Merola
- Responsabile scientifico: Cristina Scaletti
- Medico sociale: Alice Bartolini
- Fisioterapista: Nadia Bagnoli
- Team Manager: Tamara Gomboli

### Rosa
Rosa come da sito ufficiale, aggiornata al 17 ottobre 2020.
| N. |                        | Ruolo | Calciatrice        |
| -- | ---------------------- | ----- | ------------------ |
| 1  | Svezia (bandiera)      | P     | Stéphanie Öhrström |
| 2  | Stati Uniti (bandiera) | D     | Janelle Cordia     |
| 4  | Danimarca (bandiera)   | D     | Janni Arnth Jensen |
| 5  | Italia (bandiera)      | D     | Alice Tortelli     |
| 6  | Germania (bandiera)    | C     | Stephanie Breitner |
| 7  | Italia (bandiera)      | C     | Greta Adami        |
| 8  | Portogallo (bandiera)  | C     | Cláudia Neto       |
| 9  | Italia (bandiera)      | A     | Daniela Sabatino   |
| 10 | Italia (bandiera)      | A     | Tatiana Bonetti    |
| 11 | Italia (bandiera)      | C     | Valery Vigilucci   |
| 12 | Italia (bandiera)      | C     | Marta Mascarello   |
| 14 | Paesi Bassi (bandiera) | C     | Tessel Middag      |
| 15 | Italia (bandiera)      | D     | Chiara Ripamonti   |
| 16 | Irlanda (bandiera)     | D     | Louise Quinn       |

| N. |                        | Ruolo | Calciatrice          |
| -- | ---------------------- | ----- | -------------------- |
| 17 | Italia (bandiera)      | A     | Margherita Monnecchi |
| 18 | Italia (bandiera)      | A     | Martina Piemonte     |
| 19 | Stati Uniti (bandiera) | A     | Abigail Kim          |
| 20 | Italia (bandiera)      | C     | Michela Catena       |
| 21 | Italia (bandiera)      | P     | Camilla Forcinella   |
| 22 | Italia (bandiera)      | A     | Sara Baldi           |
| 23 | Italia (bandiera)      | D     | Martina Fusini       |
| 24 | Italia (bandiera)      | A     | Danila Zazzera       |
| 25 | Danimarca (bandiera)   | C     | Frederikke Thøgersen |
| 26 | Scozia (bandiera)      | A     | Lana Clelland        |
| 30 | Italia (bandiera)      | D     | Martina Zanoli       |
| 34 | Italia (bandiera)      | D     | Maria Paola Mazzoni  |
| 35 | Italia (bandiera)      | A     | Rebecca Mani         |
| 71 | Italia (bandiera)      | P     | Katja Schroffenegger |

## Calciomercato

### Sessione estiva(dal 1º luglio al 2 settembre)
| Acquisti | Acquisti             | Acquisti       | Acquisti      |
| R.       | Nome                 | da             | Modalità      |
| -------- | -------------------- | -------------- | ------------- |
| P        | Camilla Forcinella   | Verona         | [ 9 ]         |
| P        | Katja Schroffenegger | Florentia S.G. | [ 10 ]        |
| D        | Louise Quinn         | Arsenal        | [ 11 ]        |
| D        | Martina Zanoli       | Orobica        | [ 12 ]        |
| C        | Tessel Middag        | West Ham       | [ 13 ]        |
| C        | Cláudia Neto         | Wolfsburg      | [ 14 ]        |
| A        | Sara Baldi           | Verona         | in prestito   |
| A        | Isotta Nocchi        | Florentia S.G. | fine prestito |
| A        | Martina Piemonte     | Betis          | [ 16 ]        |
| A        | Daniela Sabatino     | Sassuolo       | [ 17 ]        |
| A        | Danila Zazzera       | Sassuolo       | fine prestito |

| Cessioni | Cessioni          | Cessioni        | Cessioni    |
| R.       | Nome              | a               | Modalità    |
| -------- | ----------------- | --------------- | ----------- |
| P        | Francesca Durante | Verona          | in prestito |
| P        | Noemi Fedele      | Empoli          | in prestito |
| P        | Catalina Pérez    | Napoli          | definitivo  |
| D        | Laura Agard       | Milan           |             |
| D        | Eleonora Binazzi  | Empoli          | [ 21 ]      |
| D        | Alia Guagni       | Atlético Madrid | svincolata  |
| D        | Davina Philtjens  | Sassuolo        |             |
| C        | Azzurra Corazzi   | San Marino      |             |
| C        | Marta Morreale    | Empoli          | in prestito |
| C        | Alice Parisi      | Sassuolo        |             |
| A        | Lisa De Vanna     |                 | svincolata  |
| A        | Paloma Lázaro     | Roma            | [ 23 ]      |
| A        | Ilaria Mauro      | Inter           | [ 24 ]      |
| A        | Isotta Nocchi     | Napoli          | [ 25 ]      |

### Operazioni successive alla sessione estiva
| Acquisti | Acquisti    | Acquisti      | Acquisti |
| R.       | Nome        | da            | Modalità |
| -------- | ----------- | ------------- | -------- |
| A        | Abigail Kim | Orlando Pride | [ 26 ]   |

| Cessioni | Cessioni | Cessioni | Cessioni |
| R.       | Nome     | a        | Modalità |
| -------- | -------- | -------- | -------- |

### Sessione invernale
| Acquisti | Acquisti | Acquisti | Acquisti |
| R.       | Nome     | da       | Modalità |
| -------- | -------- | -------- | -------- |
|          |          |          |          |

| Cessioni | Cessioni         | Cessioni        | Cessioni    |
| R.       | Nome             | a               | Modalità    |
| -------- | ---------------- | --------------- | ----------- |
| D        | Martina Fusini   | Napoli          | in prestito |
| D        | Chiara Ripamonti | Cittadella      | in prestito |
| A        | Tatiana Bonetti  | Atlético Madrid | definitivo  |

### Operazioni successive alla sessione invernale
| Acquisti | Acquisti | Acquisti | Acquisti |
| R.       | Nome     | da       | Modalità |
| -------- | -------- | -------- | -------- |
|          |          |          |          |

| Cessioni | Cessioni    | Cessioni | Cessioni   |
| R.       | Nome        | a        | Modalità   |
| -------- | ----------- | -------- | ---------- |
| A        | Abigail Kim |          | svincolata |

## Risultati

### Serie A

#### Girone di andata
| Arbitro: | Marotta (Sapri) |

|                                                     |           |  |
| Sabatino 37’, 43’ (rig.) Mascarello 60’ Bonetti 61’ | Marcatori |  |

| Arbitro: | Petrella (Viterbo) |

|                               |           |                                                               |
| Errico 19’ Chatzīnikolaou 66’ | Marcatori | 32’, 56’ (rig.), 59’ Sabatino 43’ (aut.) Groff 50’ Mascarello |

| Arbitro: | Scatena (Avezzano) |

|                                       |           |                                   |
| Mascarello 27’ Adami 32’ Sabatino 80’ | Marcatori | 41’ (rig.) Cantore 62’ Martinovic |

| Arbitro: | Pascarella (Nocera Inferiore) |

|              |           |                                      |
| Breitner 87’ | Marcatori | 39’ (rig.), 47’ Dubcová 45+1’ Bugeja |

| Arbitro: | Colombo (Como) |

|                                              |           |  |
| Girelli 4’ Alves 15’ Bonansea 66’ Hurtig 80’ | Marcatori |  |

| Arbitro: | Monaldi (Macerata) |

|  |           |                     |
|  | Marcatori | 72’ (rig.) Bragonzi |

| Arbitro: | Carella (Bari) |

|                          |           |                          |
| Lázaro 17’ Serturini 66’ | Marcatori | 11’ Sabatino 80’ Bonetti |

| Arbitro: | Garofalo (Torre del Greco) |

|  |           |                       |
|  | Marcatori | 8’ Quinn 33’ Sabatino |

| Arbitro: | Feliciani (Teramo) |

|  |           |             |
|  | Marcatori | 8’ Spinelli |

| Arbitro: | Giordano (Novara) |

|             |           |         |
| Glionna 63’ | Marcatori | 48’ Kim |

| Arbitro: | Scarpa (Collegno) |

|                                     |           |                     |
| Middag 68’ Baldi 86’ Sabatino 90+4’ | Marcatori | 74’ (rig.) Barbieri |

#### Girone di ritorno
| Arbitro: | Carrione (Castellammare di Stabia) |

|                          |           |                                          |
| Marinelli 1’ Tarenzi 78’ | Marcatori | 26’ Adami 64’ (rig.) Sabatino 84’ Middag |

| Arbitro: | Perri (Roma 1) |

|                               |           |  |
| Sabatino 31’ Huynh 56’ (aut.) | Marcatori |  |

| Arbitro: | Zucchetti (Foligno) |

|                    |           |  |
| Cantore 53’ Re 74’ | Marcatori |  |

| Arbitro: | Cavaliere (Paola) |

|               |           |  |
| Cambiaghi 26’ | Marcatori |  |

| Arbitro: | Maggio (Lodi) |

|              |           |                   |
| Clelland 33’ | Marcatori | 13’, 44’ Stašková |

| Arbitro: | Cherchi (Carbonia) |

|  |           |                        |
|  | Marcatori | 56’ Quinn 83’ Sabatino |

| Arbitro: | Pirrotta (Barcellona Pozzo di Gotto) |

|           |           |                                    |
| Baldi 21’ | Marcatori | 66’ (rig.) Giugliano 69’ Serturini |

| Arbitro: | Nicolini (Brescia) |

|                              |           |              |
| Sabatino 51’, 74’ Zanoli 82’ | Marcatori | 88’ Helmvall |

| Arbitro: | Grasso (Ariano Irpino) |

|                     |           |                                     |
| Giacinti 62’ (rig.) | Marcatori | 8’ Sabatino 49’ Baldi 81’ Vigilucci |

| Arbitro: | Marotta (Sapri) |

|                               |           |                   |
| Zanoli 9’ Sabatino 35’ (rig.) | Marcatori | 28’ (rig.) Prugna |

| Arbitro: | Calzavara (Varese) |

|               |           |                     |
| Brambilla 52’ | Marcatori | 49’ Quinn 51’ Baldi |

### Coppa Italia
| Arbitro: | Papale (Torino) |

|                |           |                                                          |
| Ambrosetti 60’ | Marcatori | 11’, 20’ Sabatino 39’ Neto 59’ Bonetti 75’, 83’ Piemonte |

| Arbitro: | Sacchi (Macerata) |

|                    |           |                                                       |
| Corazzi 90’ (rig.) | Marcatori | 6’, 15’ Sabatino 18’ Piemonte 32’ Bonetti 90+4’ Baldi |

| Arbitro: | Delrio (Reggio Emilia) |

|                          |           |  |
| Bartoňová 26’ Møller 42’ | Marcatori |  |

| Arbitro: | Gualtieri (Asti) |

|           |           |  |
| Quinn 38’ | Marcatori |  |

### Women's Champions League
| Arbitro: | Welch |

|                       |           |                          |
| Quinn 4’ Sabatino 79’ | Marcatori | 40’ Persson 59’ Divišová |

| Arbitro: | Olofsson |

|  |           |                |
|  | Marcatori | 90+5’ Sabatino |

| Arbitro: | Monika Mularczyk |

|                            |           |  |
| Hemp 2’ White 4’ Mewis 89’ | Marcatori |  |

| Arbitro: | Esther Staubli |

|  |           |                                              |
|  | Marcatori | 9’, 32’ White 18’ (rig.) Weir 60’, 79’ Mewis |

### Supercoppa italiana
| Arbitro: | Miele (Nola) |

|                   |           |             |
| Kim 56’ Quinn 65’ | Marcatori | 6’ Giacinti |

| Arbitro: | Marotta (Sapri) |

|                   |           |  |
| Bonansea 39’, 55’ | Marcatori |  |

## Statistiche

### Statistiche di squadra
| Competizione             | Punti | In casa | In casa | In casa | In casa | In casa | In casa | In trasferta | In trasferta | In trasferta | In trasferta | In trasferta | In trasferta | Totale | Totale | Totale | Totale | Totale | Totale | DR  |
| Competizione             | Punti | G       | V       | N       | P       | Gf      | Gs      | G            | V            | N            | P            | Gf           | Gs           | G      | V      | N      | P      | Gf     | Gs     | DR  |
| ------------------------ | ----- | ------- | ------- | ------- | ------- | ------- | ------- | ------------ | ------------ | ------------ | ------------ | ------------ | ------------ | ------ | ------ | ------ | ------ | ------ | ------ | --- |
| Serie A                  | 38    | 11      | 6       | 0       | 5       | 20      | 14      | 11           | 6            | 2            | 3            | 20           | 16           | 22     | 12     | 2      | 8      | 40     | 30     | +10 |
| Coppa Italia             | -     | 1       | 1       | 0       | 0       | 1       | 0       | 3            | 2            | 0            | 1            | 11           | 4            | 4      | 3      | 0      | 1      | 12     | 4      | +8  |
| Women's Champions League | -     | 2       | 0       | 1       | 1       | 2       | 7       | 2            | 1            | 0            | 1            | 1            | 3            | 4      | 1      | 1      | 2      | 3      | 10     | -7  |
| Supercoppa italiana      | -     | 0       | 0       | 0       | 0       | 0       | 0       | 0            | 0            | 0            | 0            | 0            | 0            | 2      | 1      | 0      | 1      | 2      | 3      | -1  |
| Totale                   | -     | 14      | 7       | 1       | 6       | 23      | 21      | 16           | 9            | 2            | 5            | 32           | 23           | 32     | 17     | 3      | 12     | 57     | 47     | +10 |

### Andamento in campionato
| Giornata  | 1 | 2 | 3 | 4 | 5 | 6 | 7 | 8 | 9 | 10 | 11 | 12 | 13 | 14 | 15 | 16 | 17 | 18 | 19 | 20 | 21 | 22 |
| --------- | - | - | - | - | - | - | - | - | - | -- | -- | -- | -- | -- | -- | -- | -- | -- | -- | -- | -- | -- |
| Luogo     | C | T | C | C | T | C | T | T | C | T  | C  | T  | C  | T  | T  | C  | T  | C  | C  | T  | C  | T  |
| Risultato | V | V | V | P | P | P | N | V | P | N  | V  | V  | V  | P  | P  | P  | V  | P  | V  | V  | V  | V  |
| Posizione | 1 | 1 | 1 | 3 | 4 | 6 | 6 | 4 | 6 | 5  | 4  | 5  | 4  | 5  | 5  | 5  | 5  | 6  | 5  | 5  | 5  | 4  |

Legenda:

Luogo: C = Casa; T = Trasferta. Risultato: V = Vittoria; N = Pareggio; P = Sconfitta.

### Statistiche delle giocatrici
| Giocatore         | Serie A  | Serie A | Serie A     | Serie A    | Coppa Italia | Coppa Italia | Coppa Italia | Coppa Italia | Supercoppa italiana | Supercoppa italiana | Supercoppa italiana | Supercoppa italiana | UEFA Champions League | UEFA Champions League | UEFA Champions League | UEFA Champions League | Totale   | Totale | Totale      | Totale     |
| Giocatore         | Presenze | Reti    | Ammonizioni | Espulsioni | Presenze     | Reti         | Ammonizioni  | Espulsioni   | Presenze            | Reti                | Ammonizioni         | Espulsioni          | Presenze              | Reti                  | Ammonizioni           | Espulsioni            | Presenze | Reti   | Ammonizioni | Espulsioni |
| ----------------- | -------- | ------- | ----------- | ---------- | ------------ | ------------ | ------------ | ------------ | ------------------- | ------------------- | ------------------- | ------------------- | --------------------- | --------------------- | --------------------- | --------------------- | -------- | ------ | ----------- | ---------- |
| G. Adami          | 19       | 2       | 3           | 1          | 2            | 0            | 0            | 0            | 1                   | 0                   | 0                   | 0                   | 4                     | 0                     | 0                     | 0                     | 26       | 2      | 3           | 1          |
| J. Arnth Jensen   | 5        | 0       | 0           | 0          | 2            | 0            | 0            | 0            | 0                   | 0                   | 0                   | 0                   | 0                     | 0                     | 0                     | 0                     | 7        | 0      | 0           | 0          |
| S. Baldi          | 13       | 4       | 0           | 0          | 3            | 1            | 0            | 0            | 1                   | 0                   | 0                   | 0                   | 2                     | 0                     | 0                     | 0                     | 19       | 5      | 0           | 0          |
| T. Bonetti        | 7        | 2       | 1           | 0          | 2            | 2            | 0            | 0            | 2                   | 0                   | 0                   | 0                   | 2                     | 0                     | 1                     | 0                     | 13       | 4      | 2           | 0          |
| S. Breitner       | 16       | 1       | 4           | 0          | 2            | 0            | 0            | 0            | -                   | -                   | -                   | -                   | 3                     | 0                     | 1                     | 0                     | 21       | 1      | 5           | 0          |
| M. Catena         | 5        | 0       | 1           | 0          | 1            | 0            | 0            | 0            | -                   | -                   | -                   | -                   | -                     | -                     | -                     | -                     | 6        | 0      | 1           | 0          |
| L. Clelland       | 16       | 1       | 0           | 0          | 4            | 0            | 0            | 0            | 2                   | 0                   | 0                   | 0                   | 4                     | 0                     | 1                     | 0                     | 26       | 1      | 1           | 0          |
| J. Cordia         | 14       | 0       | 1           | 0          | 2            | 0            | 0            | 0            | 1                   | 0                   | 0                   | 0                   | 2                     | 0                     | 0                     | 0                     | 19       | 0      | 1           | 0          |
| C. Forcinella     | 1        | -1      | 0           | 0          | 2            | -2           | 0            | 0            | -                   | -                   | -                   | -                   | 0                     | 0                     | 0                     | 0                     | 3        | -3     | 0           | 0          |
| M. Fusini         | 1        | 0       | 0           | 0          | 2            | 0            | 0            | 0            | -                   | -                   | -                   | -                   | 0                     | 0                     | 0                     | 0                     | 3        | 0      | 0           | 0          |
| A. Kim            | 6        | 1       | 0           | 0          | 3            | 0            | 0            | 0            | 2                   | 1                   | 0                   | 0                   | 1                     | 0                     | 0                     | 0                     | 12       | 2      | 0           | 0          |
| R. Mani           | 1        | 0       | 0           | 0          | -            | -            | -            | -            | -                   | -                   | -                   | -                   | 0                     | 0                     | 0                     | 0                     | 1        | 0      | 0           | 0          |
| M. Mascarello     | 9        | 3       | 0           | 0          | 1            | 0            | 0            | 0            | -                   | -                   | -                   | -                   | 2                     | 0                     | 0                     | 0                     | 12       | 3      | 0           | 0          |
| M.P. Mazzoni      | 1        | 0       | 0           | 0          | -            | -            | -            | -            | -                   | -                   | -                   | -                   | -                     | -                     | -                     | -                     | 1        | 0      | 0           | 0          |
| T. Middag         | 18       | 2       | 2           | 0          | 3            | 0            | 0            | 0            | 2                   | 0                   | 0                   | 0                   | 2                     | 0                     | 0                     | 0                     | 25       | 2      | 2           | 0          |
| M. Monnecchi      | 12       | 0       | 1           | 0          | 3            | 0            | 0            | 0            | 1                   | 0                   | 0                   | 0                   | 1                     | 0                     | 0                     | 0                     | 17       | 0      | 1           | 0          |
| C. Neto           | 18       | 0       | 1           | 0          | 3            | 1            | 0            | 0            | 2                   | 0                   | 1                   | 0                   | 3                     | 0                     | 2                     | 0                     | 26       | 1      | 4           | 0          |
| S. Öhrström       | 6        | -8      | 0           | 0          | 0            | 0            | 0            | 0            | 0                   | 0                   | 0                   | 0                   | 1                     | -2                    | 0                     | 0                     | 7        | -10    | 0           | 0          |
| M. Piemonte       | 14       | 0       | 2           | 0          | 2            | 3            | 0            | 0            | -                   | -                   | -                   | -                   | 3                     | 0                     | 1                     | 0                     | 19       | 3      | 3           | 0          |
| L. Quinn          | 20       | 3       | 1           | 1          | 4            | 1            | 0            | 0            | 2                   | 1                   | 0                   | 0                   | 4                     | 1                     | 0                     | 0                     | 30       | 6      | 1           | 1          |
| C. Ripamonti      | 1        | 0       | 0           | 0          | 1            | 0            | 0            | 0            | 0                   | 0                   | 0                   | 0                   | 0                     | 0                     | 0                     | 0                     | 2        | 0      | 0           | 0          |
| D. Sabatino       | 22       | 16      | 1           | 0          | 4            | 4            | 0            | 0            | 2                   | 0                   | 0                   | 0                   | 4                     | 2                     | 0                     | 0                     | 32       | 22     | 1           | 0          |
| K. Schroffenegger | 15       | -21     | 0           | 0          | 2            | -2           | 0            | 0            | 2                   | -3                  | 0                   | 0                   | 3                     | -8                    | 0                     | 0                     | 22       | -34    | 0           | 0          |
| F. Thøgersen      | 21       | 0       | 0           | 0          | 3            | 0            | 0            | 0            | 2                   | 0                   | 1                   | 0                   | 4                     | 0                     | 0                     | 0                     | 30       | 0      | 1           | 0          |
| A. Tortelli       | 17       | 0       | 1           | 0          | 2            | 0            | 0            | 0            | 2                   | 0                   | 0                   | 0                   | 2                     | 0                     | 1                     | 0                     | 23       | 0      | 2           | 0          |
| V. Vigilucci      | 20       | 1       | 1           | 1          | 3            | 0            | 0            | 0            | 2                   | 0                   | 0                   | 0                   | 4                     | 0                     | 0                     | 0                     | 29       | 1      | 1           | 1          |
| M. Zanoli         | 21       | 2       | 2           | 0          | 4            | 0            | 0            | 0            | 2                   | 0                   | 0                   | 0                   | 4                     | 0                     | 0                     | 0                     | 31       | 2      | 2           | 0          |
| D. Zazzera        | 1        | 0       | 0           | 0          | -            | -            | -            | -            | -                   | -                   | -                   | -                   | -                     | -                     | -                     | -                     | 1        | 0      | 0           | 0          |

## Giovanili

### Organigramma
Area tecnica
- Under-19
  - Allenatore:

### Piazzamenti
- Under-19:
  - Campionato: -
  - Torneo di Viareggio: -